# Richard Foltz

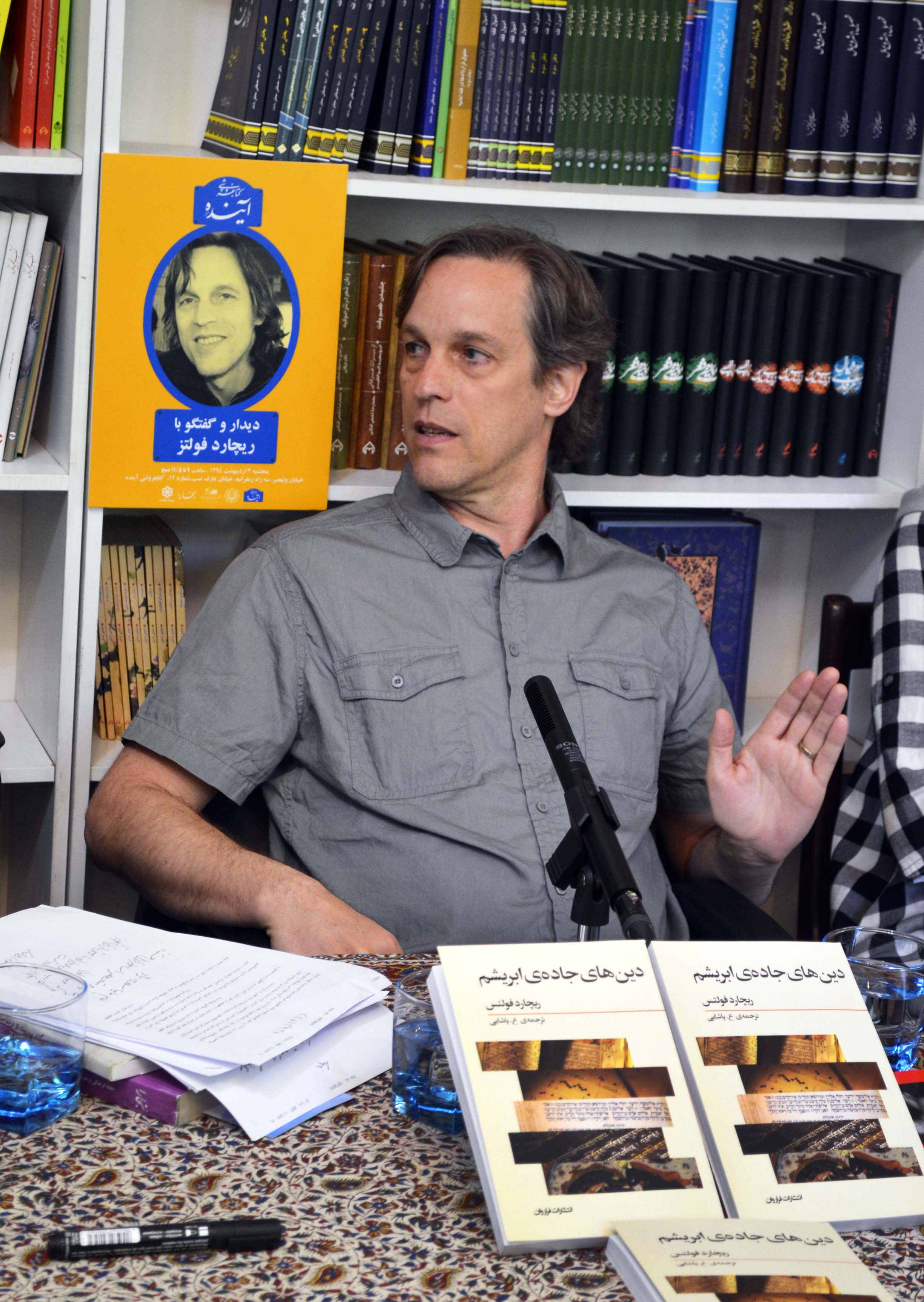
Richard Foltz (2015)

Richard Foltz (* 19. April 1961), als Autor auch Richard C. Foltz, ist ein kanadischer Kulturhistoriker, der sich auf die Geschichte der iranischen Zivilisation spezialisiert hat.

## Person
Foltz hat einen Doktortitel der Geschichte des Nahen Ostens der Harvard University. Er unterrichtete bereits an der Kuwait University, Brown University, Columbia University und der University of Florida. Derzeit ist er Professor an der Concordia University in Montreal.
Er betont die Bedeutung der iranischen Zivilisation in der Weltgeschichte, vor allem im Bereich der Religionen. Foltz hat auch über Umwelt-Ethik und Tierrechte, vor allem in muslimischen Kontexten geschrieben.
Richard Foltz ist Mitglied im Travelers’ Century Club.

## Schriften

### Bücher
- The Ossetes: Modern-Day Scythians of the Caucasus, London: Bloomsbury, 2021.
- A History of the Tajiks: Iranians of the East, London: Bloomsbury Publishers, 2019.
- Iran in World History, New York: Oxford University Press, 2016.
- Religions of Iran: From Prehistory to the Present, London: Oneworld Publications, 2013.
- Religions of the Silk Road: Premodern Patterns of Globalization, New York: Palgrave Macmillan, 1999; 2. Auflage 2010.
- Animals in Islamic Tradition and Muslim Cultures, Oxford: Oneworld, 2006.
- Mughal India and Central Asia, Karachi: Oxford University Press, 1998.

### Publikationen in Deutsch
- Juden auf der Seidenstrasse, Aufbau 7/8 (2010): 6–10.
- Die Internationalisierung des Islam, MSN Encarta.
- Die Religion und der Handel auf dem Landweg in Asien, MSN Encarta.